# Constantine Samuel Rafinesque-Schmaltz
Constantine Samuel Rafinesque-Schmaltz (Galata, 22 oktober 1783 – Philadelphia, 18 september 1840) was een Frans-Amerikaanse uomo universale, die een chaotisch leven leidde.
Veel mensen zouden hem een genie noemen, maar ook een excentriekeling, soms neigend naar krankzinnigheid. Hij was erg succesvol in verschillende gebieden van de wetenschap, waaronder zoölogie, botanie, malacologie, meteorologie, schrijver, evolutionisme, het spreken van meerdere talen en vertalen. Hij schreef overvloedig over verschillende onderwerpen als antropologie, biologie, geologie en linguïstiek, maar kreeg hiervoor geen waardering tijdens zijn leven. Vandaag de dag wordt algemeen erkend dat dit genie zijn tijd ver vooruit was.

## Biografie
Rafinesque werd geboren in Galata, een buitenwijk van Istanboel uit Franse en Duitse ouders. Hij bracht zijn jeugd door in Marseille en was grotendeels een autodidact. Toen hij twaalf jaar oud was, kende hij Latijn en had hij een herbarium aangelegd.
In 1802, toen hij negentien jaar oud was, vertrok hij naar de Verenigde Staten om in 1805 daar weer te vertrekken en naar Palermo op Sicilië te gaan, waar hij een succesvol zakenman werd met voornamelijk de handel in medicinale planten. Ook was hij secretaris van de Amerikaanse consul. Gedurende zijn verblijf verzamelde hij bloemen en raakte hij geïnteresseerd in vissen en voorzag hij er een aantal van een wetenschappelijke naam. In 1815, nadat zijn vrouw hem had verlaten en zijn zoon (vernoemd naar Carl Linnaeus) was gestorven, keerde hij terug naar Amerika. Hij verloor al zijn boeken (50 dozen) en al zijn specimens (meer dan 60.000 schelpen) toen het schip Union of Malta op 2 november 1815 verging voor de kust van Connecticut.
In New York werd hij lid van de nieuw opgerichte "Lyceum of Natural History". Tegen 1818 had hij meer dan 250 nieuwe soorten planten en dieren verzameld en van een wetenschappelijke naam voorzien. Langzaam bouwde hij zijn verzameling van natuurlijke objecten weer op.
In 1819 werd hij professor in de botanie aan de Transylvania University in Lexington in Kentucky. Ook gaf hij daar Frans en Italiaans. Op een gegeven moment begon hij alle nieuwe planten- en diersoorten die hij tegenkwam te beschrijven. In 1825 kreeg zijn boek Neogenyton veel kritiek van collega-botanici, waardoor zijn publicaties nog meer genegeerd werden. Hij werd beschouwd als de meest excentrieke geleerde van de hogere planten. In de lente van 1826 werd hij weggestuurd bij de universiteit, vanwege een affaire met de vrouw van het hoofd van de universiteit of vanwege het volgen van zelfs minder lessen dan zijn studenten. Volgens de overlevering zou Rafinesque een vloek over de universiteit hebben uitgesproken bij zijn vertrek. Kort na zijn vertrek overleed het hoofd van de universiteit, Horace Holley aan de gele koorts en ging het oorspronkelijke hoofdgebouw van de universiteit (bij Gratz Park) verloren bij een brand (Vane-Wright, 2005).
Hij vertrok naar Philadelphia zonder werk. Hij gaf publieke lezingen en ging weer publiceren, voornamelijk op zijn eigen kosten. Zijn boek Medical Flora, a manual of the Medical Botany of the United States of North America (1828-1830) werd zijn belangrijkste werk. In Herbarium rafinesquianum beschreef hij verschillende nieuwe planten. Ook raakte hij geïnteresseerd in de verzamelingen van de Expeditie van Lewis en Clark. Daarin gaf hij onder meer wetenschappelijke namen aan de witvoetmuis (Peromyscus leucopus) en het muildierhert (Odocoileus hemionus). Ook de stompstaarteekhoorn (Aplodontia rufa) en de Europese bulvleermuis (Tadarida teniotis) hebben hun wetenschappelijke naam oorspronkelijk van Rafinesque gekregen. In totaal heeft hij zeven zoogdiersoorten en elf zoogdiergeslachten (Tadarida, Eidolon, Muntiacus, Vampyrum, Cynomys, Geomys, Mazama, Oreamnos, Nycticeius, Eptesicus en Odocoileus) hun huidige wetenschappelijke namen gegeven.
In de boeken die hij tussen 1836 en 1838 publiceerde stelde hij honderden nieuwe geslachten en nieuwe soorten voor in de grote florarijken in de wereld. De meeste van zijn namen werden echter niet geaccepteerd door de wetenschappelijke gemeenschap.

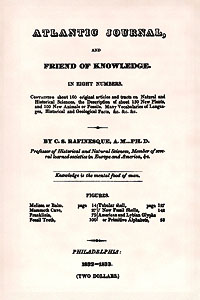
Atlantic Journal (1832-1833)

Hij ontdekte in het huis van John James Audubon zelfs een vleermuis, die nog geen wetenschappelijke naam had. Hij ontwikkelde eerder dan Charles Darwin een evolutietheorie. In 1836 creëerde hij schijnbaar een hoax toen hij een document publiceerde waarvan hij claimde dat het de vertaling was van de Walam Olum. Dat hij ook niet in staat was om een bron te geven voor het verhaal van de migratie van de Lenape en ook geen bewijs kon leveren voor zo’n gebeurtenis rond de Lenape, droeg bij aan het in diskrediet raken van zijn werk (aan het einde van de twintigste eeuw).
Hij stierf onopgemerkt en berooid aan maagkanker op een zolderkamer in Philadelphia. Hij werd daar begraven door zijn vrienden op de Ronaldson's Cemetery. Zijn omvangrijke verzamelingen werden als troep verkocht of vernietigd om te voldoen aan de eisen van zijn crediteuren. In maart 1924 werden zijn overblijfselen (of waarvan gedacht werd dat het zijn overblijfselen waren) overgebracht naar de Transylvania University om te rusten in een ereplaats in een tombe met het opschrift 'A life of travels'. Maar waarschijnlijk ligt Rafinesque nog steeds in een anoniem graf in Philadelphia.
In 1841 stelde Thomas Nuttall voor om hem te eren met de geslachtsnaam Rafinesquia uit de plantenfamilie Asteraceae, een geslacht bestaande uit twee soorten. Rafinesque had zijn eigen naam zelf twee keer voorgesteld als wetenschappelijke naam, maar dat was elke keer afgewezen. Asa Gray gaf in 1853 de tweede soort zijn wetenschappelijke naam.
- Rafinesquia californica Nutt. (California Plumeseed, California Chicory)
- Rafinesquia neomexicana A.Gray (Desert Chicory, Plumeseed)

Ook de vleermuis Corynorhinus rafinesquii is naar hem genoemd.
Zijn wetenschappelijke werk krijgt de laatste jaren steeds meer erkenning. Hij was een overenthousiast, maar accuraat observator die werd gedreven door een monomaan verlangen om elk object dat hij in de natuur tegenkwam te benoemen.
Bij de soorten die hij heeft beschreven wordt de standaardafkorting Raf. gebruikt.

## Selectie van publicaties
- Specchio delle scienze, Palermo 1814
- Analyse de la nature, Palermo 1815 (de opzet van een nieuw classificatiesysteem)
- Florula ludoviciana, 1817
- Neogenyton, 1825
- Medical Flora, a manual of the Medical Botany of the United States of North America (1828-1830)
- Atlantic Journal and Friend of Knowledge (eight parts) (1832-1833)
- A life of Travels, 1836
- New flora and botany of North America (four parts) (1836-1838)
- Alsographia americana, 1838
- Sylva tellurana, 1838

## Publicatie
- Betts, Edwin M., "The Correspondence Between Constantine Samuel Rafinesque and Thomas Jefferson." Proceedings of the American Philosophical Society, Vol. 87, No. 5, 1944.